# St. Stephan (Horn)

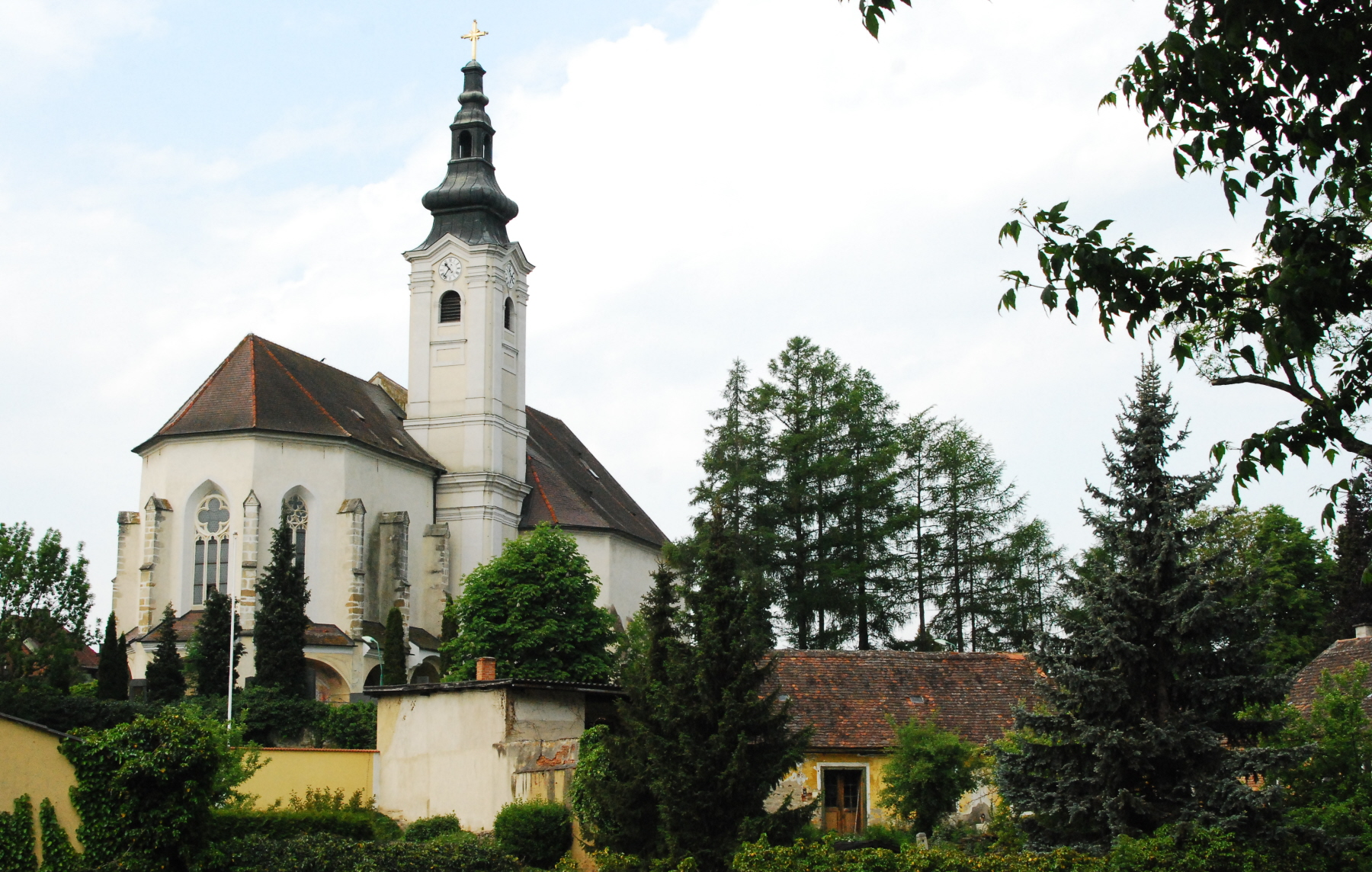
Alte Katholische Pfarrkirche hl. Stephan in Horn in Niederösterreich

Die Alte Pfarrkirche Horn steht erhöht im Südwesten jenseits der Taffa außerhalb der ehemaligen Stadtbefestigung der Stadtgemeinde Horn im Bezirk Horn in Niederösterreich. Die dem heiligen Stephanus geweihte römisch-katholische heutige Filialkirche gehört zum Dekanat Horn in der Diözese St. Pölten. Die Kirche steht unter Denkmalschutz (Listeneintrag).

## Geschichte
Die Pfarre wurde in der Mitte des 11. Jahrhunderts durch den Grafen Gerold gegründet und dem Bistum Passau übergeben. Die Pfarre ging im Anfang des 12. Jahrhunderts an das Stift Göttweig und um 1125 an den Grafen Gebhard von Poigen. 1144 wurde im Stiftsbrief zum Stift Altenburg ein Zehent genannt und in der Mitte des 14. Jahrhunderts urkundlich bestätigt. Die Pfarre ging im Ende des 14. Jahrhunderts an die Maissauer und später mit der Herrschaft Horn an die Puchheimer. 1620 ging die Pfarre an die Jesuiten und 1689 wieder an das Stift Altenburg.
Der im Kern romanische Kirchenbau hat ein gotisch erhöhtes barockisiertes Langhaus und einen gotischen Chor aus dem 14. Jahrhundert. Die Kirche wurde 1928 innen restauriert. 1980/1981 wurde die Kirche im Gesamten restauriert, hierbei wurden Reste des romanischen Chorquadrates und der eingezogenen Rundapsis ergraben.

## Architektur
Die Kirche steht erhöht in einem ummauerten Friedhof mittig in einer ehemaligen Kirchsiedlung. Der ostseitige Aufgang entstand 1669.
Die romanischen Mauern des Langhauses sind erhalten, einige romanischen Architekturteile mit Wandmalereien sind im Dachboden sichtbar. In der südlichen Außenmauer aus flachen Bruchsteinen mit fugenverstrichenem Mörtel sind in der unteren Zone schmale trichterförmige Rundbogenfenster aus dem 12. Jahrhundert erhalten, ebendort ein rundbogiges Gewändeportal um 1250. Das Satteldach nennt im Dachstuhl die Jahresangabe 1899 und deckt das Langhaus mit dem barocken Vorbau und die nördliche Katharinenkapelle ab. Im Dachboden befinden sich am ehemaligen Auflager des Dachstuhles gotische Spitzbogengewände, welche teils vom barocken Gewölbe überschnitten werden. Es gibt Segmentbogenfenster aus der ersten Hälfte des 18. Jahrhunderts. Die Südfront zeigt glatte lisenenartige Streben. Die glatte Westfront mit einer Rundluke im Giebel hat an der nördlichen Erweiterung ein rechteckiges Steingewändefenster aus dem 17. Jahrhundert.
Der Chor hat eine erhöhte Trauflinie mit zweifach abgestuften Strebepfeilern mit Wasserschlag und Blendmaßwerk im Giebelfeld und zweibahnige teils vermauerte Spitzbogenfenster, im Süden und Osten je ein dreibahniges Spitzbogenfenster mit Dreiblatt-, Dreipass- und Vierpassmaßwerk.

## Ausstattung

### Hochaltar
Bemerkenswerter frühbarocker Hochaltar von Caspar Leusering aus 1647.

### Orgel
Die Orgel baute Johann Hencke (1738), das Rückpositiv baute Anton Pfliegler (1776), die Orgel wurde 1805 aus der Georgskirche hierher übertragen.

### Glocken
Der Kirchturm beherbergt 3 Glocken. Die größte davon stammt ursprünglich aus der Georgskirche.
| Nr. | Schlagton | Gewicht in Kg | Durchmesser in cm | Gießer                   | Gussjahr |
| --- | --------- | ------------- | ----------------- | ------------------------ | -------- |
| 1   | d²        | 218           | 70                | Karl Kutter              | 1921     |
| 2   | f²        | 99,9          | 56                | Glockengießerei Pfundner | 1954     |
| 3   | h²        | 50            | 46,5              | Johann Florido           | 1812     |